# Afrojerzyk mysi
Afrojerzyk mysi (Schoutedenapus myoptilus) – gatunek małego ptaka z podrodziny jerzyków (Apodinae) w rodzinie jerzykowatych (Apodidae), zamieszkujący Afrykę Subsaharyjską. Nie jest zagrożony.

## Zasięg występowania
Afrojerzyk mysi występuje w zależności od podgatunku:
- S. myoptilus poensis – Bioko (Zatoka Gwinejska) i Kamerun.
- S. myoptilus chapini – wschodnia Demokratyczna Republika Konga, Rwanda i południowo-zachodnia Uganda.
- S. myoptilus myoptilus – rozproszone populacje od Kenii na południe do Zimbabwe; obserwacje także w Etiopii, Sudanie Południowym, Angoli i Afryce Południowej.

## Systematyka
Gatunek po raz pierwszy opisał w 1888 roku włoski ornitolog Tommaso Salvadori, nadając mu nazwę Cypselus myoptilus. Jako miejsce typowe odłowu holotypu Salvadori wskazał Let Marefię w Szeua w Etiopii. Holotypem była młodociana samica odłowiona 10 października 1886 roku. Jedyny przedstawiciel rodzaju Schoutedenapus opisanego w 1968 roku przez belgijskiego ornitologa Antoona Emerica Marcela De Roo. Wyróżniono trzy podgatunki.
Wyróżniany przez niektóre ujęcia systematyczne S. schoutedeni (Prigogine, 1960) (afrojerzyk kongijski) według badań Fishpoola z 2019 roku, jest prawdopodobnie ciemno upierzonym młodym ptakiem należącym do podgatunku chapini; również traktowanie S. schoutedeni jako podgatunku S. myoptilus jest wysoce nieprawdopodobne.

### Etymologia
- Schoutedenapus: dr Henri Eugène Alphonse Hubert Schouteden (1881–1972), belgijski zoolog, badacz Konga; rodzaj Apus Scopoli, 1777 (jerzyk)[9].
- myoptilus: gr. μυς mus, μυος muos „mysz” (tj. szary jak mysz); πτιλον ptilon „upierzenie”[10].
- poensis: wyspa Fernando Póo lub Fernando Pó, Zatoka Gwinejska (obecnie Bioko, Gwinea Równikowa). Wyspa została zaobserwowana przez portugalskiego nawigatora Fernão do Pó w 1470 roku[11].
- chapini: dr James Paul Chapin (1889–1964), amerykański ornitolog, artysta, kolekcjoner z Konga Belgijskiego, kustosz Amerykańskiego Muzeum Historii Naturalnej[12].

## Morfologia
Długość ciała 16,5 cm; masa ciała samców 28–29,5 g, samic 22–30 g.

## Status
IUCN uznaje afrojerzyka mysiego za gatunek najmniejszej troski (LC, Least Concern). Liczebność światowej populacji nie została oszacowana, ale w obrębie swego zasięgu występowania ptak ten rozmieszczony jest bardzo nierównomiernie. BirdLife International uznaje globalny trend liczebności populacji za stabilny ze względu na brak istotnych zagrożeń i dowodów na spadki liczebności.